# アンドレ・シャステル
アンドレ・シャステル（André Chastel、1912年11月15日 - 1990年7月18日）はフランスの美術史家。コレージュ・ド・フランスで美術史を担当。フランス学士院会員。パリ出身。20世紀のフランス美術界の重鎮として君臨した。
1957年から1969年までパリ大学文学部美術史学科教授を務めた後、1970年よりコレージュ・ド・フランス教授となった。

## 著書
- 『レオナルド、あるいは絵画の科学』
- 『芸術のなかの身振り』
- 『イタリアとビザンティン』
- 『ラファエッロの栄光、あるいはエロスの勝利』
- 『パッラディアーナ』
- 『建築と文化遺産』 ジャン＝ピエール・バブロン共著
『遺産の概念』中津海裕子・湯浅茉衣訳、法政大学出版局、2019年（叢書・ウニベルシタス）
- 『フランスの芸術』
- 『祭壇画、あるいは起源から一五〇〇年までのイタリア祭壇画』
- 『作品の現在』
- 『反省と眼差し』
- 『フォンテーヌブロー派――形態と象徴』
- 『サン・マルコの多島海』
- 『一六世紀フランスの文化と邸宅』
- 『グロテスク』
『グロテスクの系譜』永澤峻訳、文彩社、1990年／ちくま学芸文庫（増補版）、2004年
- 『名高き無理解――モナリザ』
- 『ムスカ・デピクタ』
- 『ローマ劫掠』
『ローマ劫掠　1527年、聖都の悲劇』 越川倫明ほか全5名訳、筑摩書房、2006年
- 『ルネサンス・イタリア絵画年代記（1320-1580）』
- 『美術史――目的と手段』
- 『鏡のなかのイメージ』
- 『ミケランジェロのヴァティカンのフレスコ』
『ミケランジェロ・ヴァティカン壁画』（2冊組・図版解説、講談社）、1980年 - 岡村崔写真
- 『寓話、形態、形象』
- 『都市建築のシステム――パリ中央市場地区』
- 『ルネサンスの神話（1420-1500）』
『ルネサンスの神話　1420年－1520年』 阿部成樹訳、平凡社、2000年
- 『ルネサンスの危機（1520-1600）』
『ルネサンスの危機　1520年－1600年』 小島久和訳、平凡社、1999年
- 『イタリアの大工房（1460-1500）』訳書も図版本・大著
『人類の美術（17） イタリア・ルネッサンスの大工房　1460～1500』 辻茂訳、新潮社、1969年
- 『南方ルネサンス――イタリア（1460-1500）』
『人類の美術（12） イタリア・ルネッサンス　1460～1500』 高階秀爾訳、新潮社、1968年
- 『ルネサンスのヨーロッパ――人文主義の時代』
- 『ロレンツォ・イル・マニーフィコの時代のフィレンツェの芸術と人文主義』
- 『ボッティチェッリ』
- 『イタリアの芸術』
- 『マルシリオ・フィチーノと芸術』
『ルネサンス精神の深層　フィチーノと芸術』 桂芳樹訳、平凡社、1989年／ちくま学芸文庫（改訂版）、2002年